# Miercurea Nirajului
Miercurea Nirajului (in ungherese Nyárádszereda, in tedesco Sereda) è una città della Romania di 6206 abitanti, ubicata nel distretto di Mureș, nella regione storica della Transilvania. 
Fanno parte dell'area amministrativa anche le località di Beu, Dumitreștii, Lăureni, Moșuni, Șardu Nirajului, Tâmpa e Veța.
Il primo documento che cita la città, con il nome di Zereda, risale al 1567.
Quasi l'85% della popolazione della città è formato da ungheresi di etnia Székely.